# Хереу (комуна)
Хереу (рум. Hărău) — комуна у повіті Хунедоара в Румунії. До складу комуни входять такі села (дані про населення за 2002 рік):
- Банпоток (513 осіб)
- Бирсеу (508 осіб)
- Кіміндія (383 особи)
- Хереу (719 осіб) — адміністративний центр комуни

Комуна розташована на відстані 294 км на північний захід від Бухареста, 4 км на північний схід від Деви, 109 км на південний захід від Клуж-Напоки, 134 км на схід від Тімішоари.

## Населення
За даними перепису населення 2002 року у комуні проживали 2123 особи.
Національний склад населення комуни:
| Національність            | Кількість осіб | Відсоток |
| ------------------------- | -------------- | -------- |
| румуни                    | 1941           | 91,4%    |
| угорці                    | 123            | 5,8%     |
| цигани                    | 48             | 2,3%     |
| німці                     | 2              | 0,1%     |
| італійці                  | 1              | < 0,1%   |
| не вказали національність | 8              | 0,4%     |

Рідною мовою назвали:
| Мова       | Кількість осіб | Відсоток |
| ---------- | -------------- | -------- |
| румунська  | 2010           | 94,7%    |
| угорська   | 109            | 5,1%     |
| німецька   | 3              | 0,1%     |
| італійська | 1              | < 0,1%   |

Склад населення комуни за віросповіданням:
| Релігія                                       | Кількість осіб | Відсоток |
| --------------------------------------------- | -------------- | -------- |
| православні                                   | 1755           | 82,7%    |
| п'ятдесятники                                 | 133            | 6,3%     |
| реформати                                     | 85             | 4,0%     |
| бретрени                                      | 70             | 3,3%     |
| баптисти                                      | 31             | 1,5%     |
| римо-католики                                 | 28             | 1,3%     |
| греко-католики                                | 4              | 0,2%     |
| адвентисти                                    | 4              | 0,2%     |
| унітарії                                      | 4              | 0,2%     |
| лютерани (Синодально-пресвітеріанська церква) | 1              | < 0,1%   |
| не релігійні                                  | 1              | < 0,1%   |